# Liste der Kulturgüter in Ehrendingen
Die Liste der Kulturgüter in Ehrendingen enthält alle Objekte in der Gemeinde Ehrendingen im Kanton Aargau, die gemäss der Haager Konvention zum Schutz von Kulturgut bei bewaffneten Konflikten, dem Bundesgesetz vom 20. Juni 2014 über den Schutz der Kulturgüter bei bewaffneten Konflikten sowie der Verordnung vom 29. Oktober 2014 über den Schutz der Kulturgüter bei bewaffneten Konflikten unter Schutz stehen.
Objekte der Kategorie A sind im Gemeindegebiet nicht ausgewiesen, Objekte der Kategorie B sind vollständig in der Liste enthalten, Objekte der Kategorie C fehlen zurzeit (Stand: 1. Januar 2023). Unter übrige Baudenkmäler sind weitere geschützte Objekte zu finden, die in der Bau- und Nutzungsordnung der Gemeinde verzeichnet und nicht bereits in der Liste der Kulturgüter enthalten sind.

## Kulturgüter
| Foto |                                                                           | Objekt                                                 | Kat. | Typ | Standort                         | Beschreibung |
| ---- | ------------------------------------------------------------------------- | ------------------------------------------------------ | ---- | --- | -------------------------------- | --- |
| ja   | Datei hochladen · Wikidata zu Ehemaliges Vogthaus (Q29575940)             | Ehemaliges Vogthaus KGS-Nr.: 15347                     | B    | G   | Dorfstrasse 25 668039 / 260842   | 1563 erbauter spätgotischer Mauerbau mit zahlreichen originalen Steinhauerdetails. Walmdach und schiefergraue Wandmalereien aus dem 18. Jahrhundert.                                                    |
| BW   | Datei hochladen · Wikidata zu Altes Pfarrhaus (Q29575934)                 | Altes Pfarrhaus KGS-Nr.: 15348                         | B    | G   | Dorfstrasse 27 668042 / 260856   | 1589 erbauter gotischer Mauerbau mit Treppenturm, der im Kern auf einen mittelalterlichen Zehntspeicher zurückgeht. Im 18. Jahrhundert mit Fachwerkkonstruktion und neuer Befensterung aufgestockt.     |
| BW   | Datei hochladen · Wikidata zu Römisch-katholische Pfarrkirche (Q29575946) | Pfarrkirche St. Blasius und Franz Xaver KGS-Nr.: 15349 | B    | G   | Dorfstrasse 23.1 668034 / 260872 | Römisch-katholische Pfarrkirche, 1620 im barocken Stil erbaut. Polygonaler Chor von 1837, Kirchturm 1887 erhöht.                                                                                        |
| BW   | Datei hochladen · Wikidata zu St. Agatha-Kapelle (Q29575950)              | St. Agatha-Kapelle KGS-Nr.: 15350                      | B    | G   | Unterdorf 7 668573 / 261594      | Erstmals 1370 erwähnte Kapelle, seither mehrmals umgebaut. Innenausbau um 1795. |
| BW   | Datei hochladen · Wikidata zu Ehemalige Gipsmühle (Q29575937)             | Ehemalige Gipsmühle KGS-Nr.: 15351                     | B    | G   | Tiefenwaag 4 668317 / 262142     | 1278 erstmals erwähntes Mühlengebäude, 1591 neu erbaut und im frühen 19. Jahrhundert ergänzt. 1980/81 abgebrochen und unter teilweiser Rekonstruktion des äusseren Erscheinungsbildes wieder aufgebaut. |
| BW   | Datei hochladen · Wikidata zu Haus (Q29575943)                            | Haus KGS-Nr.: 15352                                    | B    | G   | Brunnenhof 7 668651 / 261571     | Mitterstallhaus in Riegelbauweise aus dem 17. Jahrhundert. Gemauerter Nordtrakt von 1695. |

## Übrige Baudenkmäler
| ID | Foto |                 | Objekt                                                 | Typ | Standort                        | Beschreibung |
| -- | ---- | --------------- | ------------------------------------------------------ | --- | ------------------------------- | ------------ |
|    |      | Datei hochladen | Bürogebäude ehemalige Cementfabrik                     | G   | Koordinaten fehlen! Hilf mit.   |              |
|    |      | Datei hochladen | Gebäudeäusseres und getäferte Wohnstube im Erdgeschoss | G   | Oberdorf 7                      |              |
|    | BW   | Datei hochladen | Grenzstein Hinterlägern «1683»                         | K   | Hinterlägernweg 667584 / 259318 |              |
|    | ja   | Datei hochladen | Grenzstein an der «Bistumsgrenze Kloster St. Blasien»  | K   | Rebbergstrasse 667364 / 259791  |              |
|    |      | Datei hochladen | Kapelle Haselbuck                                      | G   | Koordinaten fehlen! Hilf mit.   |              |
|    |      | Datei hochladen | Wegkreuz                                               | K   | Freienwilerstrasse              |              |
|    |      | Datei hochladen | Wegkreuz Steinbuck                                     | K   | Koordinaten fehlen! Hilf mit.   |              |

Hinweis zur Legende: Anstelle der KGS-Nummer wird als Objekt-Identifikator (ID) die Inventarnummer in der Bau- und Nutzungsordnung verwendet.